# Manuela Salvi
Manuela Salvi (1975) è una scrittrice italiana, specializzata nella narrativa per bambini e ragazzi.
Ha lavorato per le principali case editrici tra cui Arnoldo Mondadori Editore, Piemme e Giunti. I suoi libri sono stati tradotti in Francia, Spagna, Germania e Inghilterra. Il suo romanzo YA Girl Detached è stato nelle nomination per la Carnegie Medal del 2018.
Con l'albo illustrato Nei panni di Zaff si è trovata al centro delle polemiche contro la teoria del gender e degli attacchi dell’allora sindaco di Venezia, Brugnaro, nonché dei gruppi politici avversi alla promozione dell'uguaglianza di genere e alla lotta contro l'omofobia. Il libro è stato incluso nella lista dei 49 testi messi all'indice ed è stato spesso oggetto di proteste da parte delle sentinelle in piedi.

## Biografia
Dopo gli studi classici, si è laureata all'ISIA di Urbino, dove ha studiato grafica, illustrazione, comunicazione e materie inerenti alla produzione del libro. Negli anni successivi alla laurea ha poi preso in modo sempre più netto la strada dell'editoria, frequentando un corso di redazione al quale è seguito l'inizio della collaborazione con la Mondadori, come copyeditor nella redazione ragazzi. 
Nel 2005 ha pubblicato il suo primo libro, Nei panni di Zaff, che ha dato il via a quasi un decennio di pubblicazioni per diverse fasce d'età e diversi editori. 
Nel 2009 si è aggiudicata un posto al corso di sceneggiatura di RAI/Script, allora gratuito e a numero chiuso. 
Nel 2011 ha pubblicato il primo manuale italiano di scrittura creativa dedicato all'editoria per ragazzi con Dino Audino Editore, Scrivere libri per ragazzi. 
Nel 2012 ha iniziato il suo percorso accademico alla Roehampton University di Londra, prima con un master e poi, nel 2014, aggiudicandosi la prestigiosa borsa di studio Jacqueline Wilson per un dottorato che ha completato nel 2020. 
Nel frattempo, sempre nel 2012, ha fondato insieme ad alcuni colleghi scrittori l'ICWA, la prima e unica associazione di scrittori italiani per ragazzi, che ad oggi conta quasi duecento membri. Nello stesso anno è entrata nello staff di Scrittori di Classe, il concorso nazionale di scrittura per le scuole promosso e finanziato da Conad, per il quale cura la parte editoriale.

## Opere
- Nei panni di Zaff (2005) - Fatatrac;[3]
- Beeelinda fuori dal gregge (2006) - Fatatrac;
- Bellosguardo (2006) - Sinnos Editrice;
- Tony Mannaro Jazz Band (2007) - Orecchio Acerbo;
- Le voyage de la femme Èléphant (2007) - Sarbacane;
- La bottega dei sogni perduti (con Monica Auriemma), (2008) - Lavieri;
- Au bout des rails (2009) - Sarbacane;
- Serie Alessia Benassi, collana Le Ragazzine (2008-2010) - Arnoldo Mondadori Editore;
- E sarà bello morire insieme (2010) - Arnoldo Mondadori Editore;
- Picabo Swayne (2010) - Fanucci;
- Scrivere libri per ragazzi (2011) - Dino Audino Editore;
- Nemmeno un bacio prima di andare a letto (2011) - Arnoldo Mondadori Editore;
- Scrivendo s'impara (2013) - Dino Audino Editore;[4]
- Girl Detached (2016) - Barrington Stoke;
- Famiglie e altri scompigli (2018) - Libri progetti educativi;
- Amici in vista (2020) - Giunti;
- Cris (2022) - Fandango;